# Superpohár UEFA 2015
Superpohár UEFA 2015 byl 40. ročník jednozápasové soutěže zvané Superpohár UEFA a pořádané Evropskou fotbalovou asociací UEFA. Zápas se odehrál 11. srpna 2015 na stadionu Borise Paičadzeho v hlavním městě Gruzie v Tbilisi. Účastníky byly španělské celky FC Barcelona – vítěz Ligy mistrů UEFA 2014/15 a Sevilla FC – vítěz Evropské ligy UEFA 2014/15. Oba týmy se už předtím v Superpoháru potkaly, v roce 2006 na stadionu Stade Louis II. v Monaku zvítězila Sevilla výsledkem 3:0.
Vítězem se stala Barcelona, když dokázala Sevillu porazit 5:4 po prodloužení. Mužem zápasu se stal Argentinec Lionel Messi, jenž vstřelil první 2 branky katalánského celku.

## Místo konání
Superpohár UEFA 2015 se konal na stadionu Micheila Meschiho v gruzínském hlavním městě Tbilisi s kapacitou 54 549 diváků. Evropský Superpohár se na tomto stadionu odehrál poprvé. Utkání zhlédlo 51 940 diváků, což byl rekord Superpoháru UEFA.

## Pravidla
- Pokud by zápas skončil nerozhodným výsledkem v normální hrací době, následovalo by 30 minut prodloužení, pokud by i poté nebylo rozhodnuto, následoval by penaltový rozstřel.

## Týmy
| Tým          | Kvalifikace                      | Předchozí účast (tučně vítězné roky)           |
| ------------ | -------------------------------- | ---------------------------------------------- |
| FC Barcelona | vítěz Ligy mistrů UEFA 2014/15   | 1979, 1982, 1989, 1992, 1997, 2006, 2009, 2011 |
| Sevilla FC   | vítěz Evropské ligy UEFA 2014/15 | 2006, 2007, 2014                               |

## Detaily zápasu
| 11. srpna 2015 20:45 SELČ                       |            |                                                        |                                                                                             |
| FC Barcelona                                    | 5 : 4 (PP) | Sevilla FC                                             | Národní stadion Borise Paičadzeho, Tbilisi diváci: 51 940 rozhodčí: Willie Collum (Skotsko) |
| Messi 7', 16' Rafinha 44' Suárez 52' Pedro 115' | Zpráva     | Banega 3' Reyes 57' Gameiro 72' (pen.) Konopljanka 81' | Národní stadion Borise Paičadzeho, Tbilisi diváci: 51 940 rozhodčí: Willie Collum (Skotsko) |

| Barcelona | Sevilla |

| BR           | 1  | Marc-André ter Stegen |      |     |
| PO           | 6  | Dani Alves            | 120' |     |
| SO           | 3  | Gerard Piqué          |      |     |
| SO           | 14 | Javier Mascherano     |      | 93' |
| LO           | 24 | Jérémy Mathieu        | 71'  |     |
| PZ           | 4  | Ivan Rakitić          |      |     |
| SZ           | 5  | Sergio Busquets       | 117' |     |
| LZ           | 8  | Andrés Iniesta (c)    |      | 63' |
| PÚ           | 10 | Lionel Messi          |      |     |
| SÚ           | 9  | Luis Suárez           |      |     |
| LÚ           | 12 | Rafinha               |      | 78' |
| Substitutes: |    |                       |      |     |
| BR           | 13 | Claudio Bravo         |      |     |
| OB           | 15 | Marc Bartra           |      | 78' |
| OB           | 21 | Adriano               |      |     |
| ZÁ           | 20 | Sergi Roberto         |      | 63' |
| ÚT           | 7  | Pedro                 | 94'  | 93' |
| ÚT           | 29 | Sandro Ramírez        |      |     |
| ÚT           | 31 | Munir El Haddadi      |      |     |
| Manager:     |    |                       |      |     |
| Luis Enrique |    |                       |      |     |

| BR           | 13 | Beto                   |       |     |
| PO           | 23 | Coke                   | 87'   |     |
| SO           | 3  | Adil Rami              |       |     |
| SO           | 4  | Grzegorz Krychowiak    | 14'   |     |
| LZ           | 2  | Benoît Trémoulinas     |       |     |
| SZ           | 7  | Michael Krohn-Dehli    | 120'  |     |
| SZ           | 19 | Éver Banega            | 90+2' |     |
| PZ           | 10 | José Antonio Reyes (c) |       | 68' |
| ÚZ           | 8  | Vicente Iborra         |       | 80' |
| LZ           | 20 | Vitolo                 |       |     |
| SÚ           | 9  | Kévin Gameiro          |       | 80' |
| Substitutes: |    |                        |       |     |
| BR           | 1  | Sergio Rico            |       |     |
| OB           | 25 | Mariano                |       | 80' |
| ZÁ           | 12 | Gaël Kakuta            |       |     |
| ZÁ           | 16 | Luismi                 |       |     |
| ZÁ           | 17 | Denis Suárez           |       |     |
| ZÁ           | 22 | Jevhen Konopljanka     |       | 68' |
| ÚT           | 11 | Ciro Immobile          | 92'   | 80' |
| Manager:     |    |                        |       |     |
| Unai Emery   |    |                        |       |     |

| Muž zápasu: Lionel Messi (Barcelona) Asistenti rozhodčího: Damien MacGraith (Irsko) Francis Connor (Skotsko) Čtvrtý rozhodčí: Graham Chambers (Skotsko) Další asistenti rozhodčího: Bobby Madden (Skotsko) Kevin Clancy (Skotsko) | Pravidla zápasu - 90 minutová základní hrací doba. - 30 minut času navíc v případě prodloužení. - Penaltový rozstřel v případě nerozhodného stavu i po prodloužení. - Nahlášení sedmi náhradníků, z nichž mohli být v zápase použiti tři. |

## Statistika
|                 | Barcelona | Sevilla |
| --------------- | --------- | ------- |
| Vstřelené góly  | 3         | 1       |
| Počet střel     | 8         | 6       |
| Střely na bránu | 5         | 2       |
| Chycené střely  | 1         | 2       |
| Držení míče     | 63%       | 37%     |
| Rohové kopy     | 4         | 2       |
| Fauly           | 4         | 7       |
| Ofsajdy         | 1         | 2       |
| Žluté karty     | 0         | 1       |
| Červené karty   | 0         | 0       |

|                 | Barcelona | Sevilla |
| --------------- | --------- | ------- |
| Vstřelené góly  | 1         | 3       |
| Počet střel     | 10        | 8       |
| Střely na bránu | 3         | 3       |
| Chycené střely  | 0         | 2       |
| Držení míče     | 57%       | 43%     |
| Rohové kopy     | 1         | 2       |
| Fauly           | 11        | 7       |
| Ofsajdy         | 1         | 1       |
| Žluté karty     | 1         | 2       |
| Červené karty   | 0         | 0       |

|                 | Barcelona | Sevilla |
| --------------- | --------- | ------- |
| Vstřelené góly  | 1         | 0       |
| Počet střel     | 6         | 3       |
| Střely na bránu | 2         | 1       |
| Chycené střely  | 1         | 1       |
| Držení míče     | 68%       | 32%     |
| Rohové kopy     | 3         | 0       |
| Fauly           | 5         | 7       |
| Ofsajdy         | 1         | 1       |
| Žluté karty     | 3         | 2       |
| Červené karty   | 0         | 0       |

|                 | Barcelona | Sevilla |
| --------------- | --------- | ------- |
| Vstřelené góly  | 5         | 4       |
| Počet střel     | 24        | 17      |
| Střely na bránu | 10        | 6       |
| Chycené střely  | 2         | 5       |
| Držení míče     | 62%       | 38%     |
| Rohové kopy     | 8         | 4       |
| Fauly           | 20        | 21      |
| Ofsajdy         | 3         | 4       |
| Žluté karty     | 4         | 5       |
| Červené karty   | 0         | 0       |

Zdroj: